# Gerald Finley
Gerald Hunter Finley (Montréal, 30 gennaio 1960) è un basso-baritono canadese.

## Biografia
Nato a Montréal, Gerald Finley ha studiato canto all'Università di Ottawa, al King's College dell'Università di Cambridge e al Royal College of Music, prima di fare il suo debutto sulle scene con la National Opera Studio. Finley è particolarmente apprezzato per i suoi ruoli mozartiani, avendo ottenuto grandi apprezzamenti per le sue interpretazioni nei ruoli di Guglielmo in Così fan tutte, Papageno ne Il flauto magico, Figaro e il conte ne Le nozze di Figaro e l'eponimo protagonista del Don Giovanni. Nel 1989 ha fatto il suo debutto alla Royal Opera House nel Don Carlo e tornò al Covent Garden in diverse occasioni per cantare ruoli principali ne Le nozze di Figaro, La traviata, Adriana Lecouvreur, Otello, Tosca e Morte a Venezia.
Nel 1998 ha fatto il suo debutto alla Metropolitan Opera House cantando il ruolo di Papageno; successivamente tornò al Met per interpretare i protagonisti di Guglielmo Tell e Don Giovanni, oltre che cantare ne La bohème il ruolo di Marcello. Oltre ad aver ricoperto molti ruoli baritonali del repertorio classico, Finley ha prestato la voce anche a composizioni di compositori contemporanei, tra cui John Adams, Tobias Picker e Mark-Anthony Turnage. Nel 1991 ha fatto il suo debutto al Festival di Salisburgo, dove tornò a cantare in diverse occasioni i suoi acclamati ruoli mozartiani del Conte Almaviva ne Le nozze di Figaro nel 2007 e 2009, Don Giovanni nel 2011 e Don Alfonso in Così fan tutte nel 2013. Nel 2017 ottenne grandi apprezzamenti di critica per la sua interpretazione nel ruolo principale del Lear di Aribert Reimann. Nel 2012 ha fatto il suo debutto alla Wiener Staatsoper ancora una volta nel ruolo di Almaviva ne Le nozze di Figaro e tornò all'Opera di Vienna nel 2014 ne La piccola volpe astuta e nel 2017 con il Parsifal di Wagner. Nel 2012 ha vinto l'Oscar della Lirica. Nel 2025 ha interpretato Helge nella prima mondiale di Festen alla Royal Opera House.

## Repertorio parziale
| Ruolo | Titolo                          | Autore     |
| --- | ------------------------------- | ---------- |
| Barbablù | Il castello di Barbablù         | Bartók     |
| Il viaggiatore / il bellimbusto attempato / il vecchio gondoliere / il direttore dell'hotel / il barbiere / il capo dei suonatori ambulanti / la voce di Dioniso | Morte a Venezia                 | Britten    |
| Principe Eleckij | La dama di picche               | Čajkovskij |
| Eugenio Onegin | Eugenio Onegin                  | Čajkovskij |
| Michonnet | Adriana Lecouvreur              | Cilea      |
| Golaud | Pelléas et Mélisande            | Debussy    |
| Forester | La piccola volpe astuta         | Janáček    |
| Guglielmo Don Alfonso | Così fan tutte                  | Mozart     |
| Papageno | Il flauto magico                | Mozart     |
| Don Giovanni | Don Giovanni                    | Mozart     |
| Figaro Conte Almaviva | Le nozze di Figaro              | Mozart     |
| |                                 | Mozart     |
| |                                 | Mozart     |
| Sharpless | Madama Butterfly                | Puccini    |
| Scarpia | Tosca                           | Puccini    |
| Guglielmo Tell | Guglielmo Tell                  | Rossini    |
| Deputato fiammingo | Don Carlo                       | Verdi      |
| Giorgio Germont | La traviata                     | Verdi      |
| Iago | Otello                          | Verdi      |
| Falstaff | Falstaff                        | Verdi      |
| Hans Sachs | I maestri cantori di Norimberga | Wagner     |
| Amfortas | Parsifal                        | Wagner     |

## Discografia parziale
- Elia, Alan Gilbert, New York Philharmonic & Choral Artists, Alan Gilbert, Joseph Flummerfelt, Twyla Robinson, Alice Coote, Allan Clayton, Gerald Finley, Jennifer Johnson, Benjamin P. Wenzelberg (2011)
- Requiem, Nikolaus Harnoncourt, Concentus Musicus Wien, Arnold Schoenberg Chor, Christine Schäfer, Bernarda Fink, Kurt Streit, Deutsche Harmonia Mundi (2014)

## DVD parziale
- Le nozze di Figaro, Bernard Haitkin; Alison Hagley, Andreas Schmidt, Renée Fleming, Marie-Ange Todorovitch (1996)